# Dusun Sawah
Dusun Sawah is een bestuurslaag in het regentschap Rejang Lebong van de provincie Bengkulu, Indonesië. Dusun Sawah telt 1405 inwoners (volkstelling 2010).